# Fédération française du jeu de balle au tambourin
La Fédération française du Jeu de balle au tambourin (FFJBT) est une association loi de 1901. Elle a été créée en 1939 par Max Rouquette. La présidence a été assurée par Yvan BUONOMO pendant une vingtaine d'année, jusqu'en 2024. La nouvelle présidente de la FFJBT est Patricia GANIVENQ. 
Elle est reconnue par le Comité national olympique et sportif français (CNOSF) depuis décembre 1981 comme Fédération Nationale Sportive. Elle possède l'agrément du Ministère des Sports.
La FFJBT a pour objectif d'organiser, contrôler, développer la pratique du Jeu de balle au tambourin. C'est-à-dire promouvoir la pratique de ce sport en le faisant connaître, et diffuser le matériel nécessaire à la pratique du tambourin.
La Fédération regroupe 50 clubs, 5 375 licenciés, 56 arbitres, 140 éducateurs, 8 équipes de France, 6 niveaux de compétitions.
Les clubs sont répartis dans plusieurs départements tels que l'Hérault, les Bouches-du-Rhône, la Corrèze, l'Oise ou encore la Somme (par exemple). En effet, le dernier club de tambourin à avoir été créé, le 10 septembre 2023, se situe à Amiens dans la Somme. Cela montre que le sport tente de se développer dans des départements où il n'existait pas d'associations auparavant pour pratiquer et promouvoir le tambourin.